# Steve Rogers (Universo cinematográfico de Marvel)
Steven Grant Rogers (Brooklyn, Nueva York, Estados Unidos, 4 de julio de 1918) es un personaje ficticio interpretado por Chris Evans en la franquicia Universo cinematográfico de Marvel (UCM), basado en el personaje de Marvel Comics del mismo nombre y conocido comúnmente por su alter ego, Capitán América. En la franquicia, Rogers es un supersoldado de la era de la Segunda Guerra Mundial al que se le dio un suero que le proporcionó de habilidades sobrehumanas que incluyen mayor durabilidad, fuerza y atletismo. Durante su lucha contra Hydra, quedó congelado en el Ártico durante casi setenta años hasta que se descongelo en el siglo XXI. 
Rogers se convierte en un miembro clave y líder de los Vengadores. Después del conflicto interno dentro de los Vengadores como resultado de los Acuerdos de Sokovia y Thanos iniciando el Blip, Rogers lidera al equipo en una misión final y logran restaurar billones de vidas en todo el universo y derrotar a Thanos. Después de devolver las Gemas del Infinito a sus líneas temporales originales, permanece en la década de 1940 con su amor perdido Peggy Carter; se casan y Rogers vive una vida plena. Tras su eventual retiro, Rogers elige a Sam Wilson como su sucesor y le pasa su escudo y el título de Capitán América.
Rogers es una figura central en el MCU, apareciendo en ocho películas hasta 2019. Cuando se presentó por primera vez en Capitán América: el primer vengador (2011), el personaje fue recibido con una recepción mixta, pero gradualmente se convirtió en favorito de la audiencia. El personaje de Steve Rogers se cita a menudo, junto con el Tony Stark de Robert Downey Jr., como la cimentación del éxito del MCU. Su historia se considera una de las mejores del MCU, y las películas de Capitán América dentro de "Saga del Infinito" se conocen comúnmente como la mejor trilogía de la franquicia.
Versiones alternativas de Rogers del multiverso del MCU también aparecen en la serie animada What If...? (2021), con la voz de Josh Keaton. Estas versiones incluyen una encarnación de Rogers que, en lugar de recibir el suero, usa una armadura mecanizada y se convierte en Hydra Stomper.

## Concepto y creación
El Capitán América se concibió por primera vez como un personaje de cómic en 1941, como una respuesta directa a las acciones militares de la Alemania nazi, antes de que Estados Unidos entrara en la Segunda Guerra Mundial. La introducción inicial del personaje incluyó los conceptos de un soldado llamado Steve Rogers que recibió un suero que otorga mayor fuerza y agilidad, vistiendo un uniforme patriótico rojo, blanco y azul, portando un escudo y teniendo como compañero a un adolescente Bucky Barnes. En la década de 1960, Marvel decidió probar la recuperación del personaje como parte de los Vengadores, con la premisa de que el personaje había estado congelado durante las dos décadas posteriores a la guerra, y estaba "atormentado por recuerdos pasados, y tratando de adaptarse a la sociedad de la década de 1960". Las apariciones del personaje en series de televisión y cine comenzaron unos años después de su creación, con un largometraje en 1990, protagonizado por Matt Salinger (hijo del escritor  J. D. Salinger), que concluyó en un fracaso crítico y financiero.
A mediados de la década de 2000, Kevin Feige se dio cuenta de que Marvel aún poseía los derechos de los miembros principales de los Vengadores, que incluían al Capitán América. Feige, un "fanboy" autoproclamado, imaginó crear un universo compartido tal como lo habían hecho los creadores Stan Lee y Jack Kirby con sus cómics a principios de la década de 1960. En 2005, Marvel recibió una inversión de $525 millones de Merrill Lynch, lo que les permitió producir de forma independiente diez películas, incluido el Capitán América, Paramount Pictures acordó distribuir la película.
Originalmente, la película estaría sola; El productor Kevin Feige dijo que "aproximadamente la mitad" de la película se establecería durante la Segunda Guerra Mundial antes de pasar a la actualidad. El productor Avi Arad dijo: "La mayor oportunidad con el Capitán América es como un hombre fuera de tiempo", volviendo hoy, mirando a nuestro mundo a través de los ojos de alguien que pensó que el mundo perfecto era un pequeño pueblo de Estados Unidos. Sesenta años después por, ¿y quiénes somos hoy? ¿Estamos mejor?" citó la trilogía de Volver al futuro como una influencia, y afirmó que "tenía a alguien en mente para ser la estrella, y definitivamente alguien en mente para ser el director". En febrero de 2006, Arad esperaba tener una fecha de estreno teatral para el verano de 2008. En abril de 2006, David Self fue contratado para escribir el guion. Joe Johnston se reunió con Marvel para discutir la dirección de la película, y firmó en noviembre de 2008, contratando a Christopher Markus y Stephen McFeely para reescribir.
Variety informó en marzo de 2010 que Chris Evans fue elegido como el Capitán América y Hugo Weaving como Cráneo Rojo, Ryan Phillippe y John Krasinski también fueron considerados para el papel de Capitán América. Evans, quien anteriormente trabajó con Marvel como Antorcha Humana en las películas de los 4 Fantásticos, inicialmente rechazó la parte tres veces antes de firmar un contrato de seis películas con Marvel, diciendo "Creo que Marvel está haciendo muchas cosas buenas en este momento, y es un personaje divertido... Creo que la historia de Steve Rogers es genial. Es un gran tipo. Incluso si fuera solo un guion sobre alguien, probablemente me gustaría hacerlo. Así que no fue no necesariamente sobre el cómic". En abril, se informó que Joss Whedon reescribiría el guion como parte de su negociación para escribir y dirigir The Avengers. Whedon dijo en agosto: "Solo pude hacer algunas conexiones de personajes. La estructura de la cosa era realmente apretada y me encantó, pero hubo un par de oportunidades para encontrar su voz un poco, y algunos de los otros personajes". y hacer las conexiones para que entiendas exactamente por qué él quería ser quien quería ser. Y progresar a través del guion para desarrollarlo un poco".

## Caracterización

### Apariencia exterior y equipamiento
La diseñadora de vestuario Anna B. Sheppard declaró que el uniforme del Capitán América en el El primer vengador se basó en parte en el de los paracaidistas de la época, explicando: "Creo que el desafío de este disfraz era que tenía que verse de los años cuarenta, por eso ciertos elementos como usar cuero para las correas y el cinturón, las hebillas de metal y no tener un ajuste demasiado apretado eran importantes. ¡Olvídate del spandex!". El Supervisor de Desarrollo Visual Ryan Meinerding explicó "Las correas que salen de su pecho son muy similares a las correas ALICE que se usaron en Vietnam. Usar las correas como las rayas en su torso parecía una elegante solución de diseño. Al final, los principales aspectos de diseño de este traje están destinados a hacer que parezca un soldado, funcional y resistente". En The Avengers, su traje fue hecho para parecer "un poco más superhéroe'" en comparación con el de El primer vengador, a petición de Whedon. La diseñadora de vestuario Alexandra Byrne dijo que la diferencia entre ambos trajes era "las telas que están disponibles. Hoy tenemos muchas telas elásticas y no había ninguna 'tecnofajonas' entonces", y calificó su diseño como "el más difícil técnicamente" de los trajes de los Vengadores.
Para The Winter Soldier, Evans entrenó en parkour, jiu-jitsu brasileño, karate, boxeo, kick boxing y gimnasia, ya que los hermanos Russo creían que traer a Rogers a la actualidad también significaba que había estudiado y dominado los estilos y técnicas de lucha modernos. Los cineastas también buscaron hacer del escudo del personaje, que tradicionalmente se ha utilizado para la defensa, un arma más ofensiva. Para Age of Ultron, Evans dijo que pudo mantener la fuerza que acumulo para The Winter Soldier trabajando hasta una hora al día. Evans no quiso dar un paso atrás de las habilidades mostradas en The Winter Soldier, asegurándose de que el estilo de lucha de Rogers avanzara, mostrando "una muestra constante de fuerza" y que Rogers utilizara su entorno. El régimen de entrenamiento de Evans para ponerse en forma para el papel incluía el levantamiento de pesas, que consistía en "el clásico peso corporal y culturismo", gimnasia y ejercicios pliométricos, mientras se mantenía alejado de los ejercicios cardiovasculares, junto con una dieta alta en proteínas. Para Civil War, su vestuario en la película recibió "cambios sutiles en todos los detalles y cortes", así como su color, convirtiéndose en una combinación del traje sigiloso de The Winter Soldier y el traje Avengers: Age of Ultron. En Infinity War, Rogers recibe guanteletes nuevos de vibranium de Shuri para reemplazar su escudo tradicional.
En su atuendo civil a lo largo de la serie, se ha notado que Rogers "tiende a optar por una apariencia muy discreta ... basada en piezas muy simples que funcionan juntas". En su primera aparición, diseñada por Sheppard, "Steve post-suero era All-American con una camiseta blanca devastadoramente ajustada y pantalones caqui", mientras que en The Avengers Byrne lo hizo "lo suficientemente sofisticado para mezclar maravillosamente cuadros y rayas". La diseñadora de vestuario Judianna Makovsky describió su evolución de la moda entre Winter Soldier y Civil War como cada vez más cómoda con su ropa. Sin embargo, un artículo de la revista New York criticó su ropa en toda la serie por estar "desprovista de patrones, gráficos, imágenes o cualquier cosa que no se pudiera colorear con un solo crayón".

### Personalidad
Steve Rogers comienza como un frágil y enfermizo joven que es mejorado al máximo de la capacidad humana por un suero experimental para ayudar a los Estados Unidos en la Segunda Guerra Mundial. En cuanto al alcance de las habilidades del personaje, Evans comentó: "Él aplastaría los Juegos Olímpicos. Cualquier deporte olímpico que domine. Puede saltar más alto, correr más rápido, levantar más peso, pero puede lesionarse. Podría rodar un tobillo y estar fuera para la temporada. No es perfecto, no es intocable. Entonces, muchos de los efectos, si voy a golpear a alguien, no lo van a poner en un cable y lo volarán 50 pies hacia atrás, pero él va a caer, probablemente no volverá a subir, lo que creo que humaniza eso. Lo convierte en algo que, nuevamente, creo que todos pueden relacionarse un poco más, lo que realmente me gusta".
Evans dijo que Rogers es mucho más oscuro en The Avengers: "Se trata solo de él tratando de llegar a un acuerdo con el mundo moderno. Tienes que imaginar que es bastante sorprendente aceptar el hecho de que estás en un momento completamente diferente, pero todos los que conoces están muertos. Todos los que te importaban ... Era un soldado, obviamente, todos con los que fue a la batalla, todos sus hermanos en armas, todos estaban muertos. Solo está solo. Creo que al principio es una escena de pez fuera del agua, y es difícil. Es una píldora difícil de tragar. Luego viene tratando de encontrar un equilibrio con el mundo moderno". Con respecto a la dinámica entre Rogers y Tony Stark, Evans dijo: "Creo que ciertamente hay una dicotomía: este tipo de fricción entre yo y Tony Stark, son polos opuestos. Un tipo es destellante y llamativo y suave, y el otro tipo es desinteresado y en las sombras y silencioso y tienen llevarse bien. Exploran eso, y es bastante divertido". Un momento clave en The Avengers ocurre cuando Stark, que ha sido desdeñoso con Rogers en los puntos anteriores de la película, se opone a Rogers como líder del equipo recién formado para defender a Nueva York contra un ataque a gran escala. Al describir el continuo ajuste de su personaje al mundo moderno en The Winter Soldier, Evans dijo: "No se trata tanto de su conmoción con [la tecnología]... Se trata más de las diferencias sociales. Ha pasado de los años 40 hasta hoy; viene de un mundo donde la gente confiaba un poco más, las amenazas no eran tan profundas. Ahora, es más difícil saber quién está bien y lo que está mal. Las acciones que tome para proteger a las personas de las amenazas podrían comprometer las libertades y la privacidad. Eso es difícil de tragar para Steve".
En Age of Ultron, Rogers es el líder de los Vengadores. Evans declaró que desde la caída de S.H.I.E.L.D. en Captain America: The Winter Soldier, Rogers se ha dejado depender de sus compañeros de equipo de los Vengadores sin la estructura de la vida militar y ahora está "buscando entender a dónde pertenece, no solo como soldado, como Capitán América, sino como Steve Rogers, como persona". En Civil War, Rogers se convierte en el líder de una facción de Vengadores contra la regulación. El director Anthony Russo describió el arco del personaje del Capitán América en la película como "del hombre de la compañía más ra-ra" y "un propagandista algo dispuesto" a "un insurgente" al final de la película. A diferencia de la Guerra Civil de los cómics, la película nunca iba a matar a Rogers, ya que los directores pensaron que era "un final fácil... El lugar más difícil e interesante para dejar una pelea familiar es: ¿pueden alguna vez repararse estas importantes relaciones? ¿Esta familia está rota permanentemente?"
El director Joe Russo dijo que después de los eventos de Capitán América: Guerra Civil, Rogers lucha con el conflicto entre su responsabilidad hacia sí mismo y su responsabilidad hacia los demás. En Infinity War, el personaje encarna el "espíritu" de su identidad alterna como Nomade en la película. Un primer borrador de la cinta experimentó a Rogers apareciendo por primera vez en la película salvando a Vision del ataque de Corvus Glaive en Wakanda durante el tercer acto. Markus y McFeely dijeron que los llamaron "locos" por esperar tanto tiempo para introducir a Rogers en la película y finalmente admitieron que era un enfoque "no [satisfactorio]".
En Avengers: Endgame, Christopher Markus describió a Rogers como alguien que "avanza hacia algún tipo de interés propio ilustrado". Tanto él como McFeely sabían que iba a obtener "el baile", que le prometió a Peggy Carter en Capitán América: el primer vengador, y McFeely dijo: "Ha pospuesto una vida para cumplir con su deber. Por eso no pensé que alguna vez lo mataríamos". Porque ese no es el arco. El arco es que finalmente puedo bajar mi escudo porque me lo he ganado".

## Biografía ficticia del personaje

### Origen
Steven Grant Rogers nació en Brooklyn, Nueva York, el 4 de julio de 1918, hijo de Sarah Rogers, una enfermera y su padre Joseph Rogers, un soldado del 107.º Regimiento de Infantería, el cual fue asesinado en el frente de batalla de la Primera Guerra Mundial dos meses antes de su nacimiento. Su madre falleció de tuberculosis, dejando a Rogers huérfano a los 18 años; a pesar de su 1.63 m. de altura y 40 kg., desarrolla una serie de problemas médicos, como asma, escoliosis, arritmia cardíaca, sordera parcial, úlceras estomacales y anemia perniciosa.

### Segunda Guerra Mundial
Al comienzo de la Segunda Guerra Mundial, trata de alistarse pero es rechazado repetidamente debido a sus problemas de salud. En 1943, mientras asistía a una exposición con su amigo, el sargento James "Bucky" Barnes, Rogers hace otro intento de alistarse. El Dr. Abraham Erskine escucha a Rogers hablando con Barnes y aprueba su alistamiento debido a sus esfuerzos por servir a su país a pesar de sus patologías. Es reclutado en la Reserva Científica Estratégica como parte de un experimento llamado el "súper soldado" bajo la dirección de Erskine, el Coronel Chester Phillips y la agente británica Peggy Carter. La noche antes del tratamiento, Erskine le revela a Rogers que el oficial nazi Johann Schmidt se sometió a una versión imperfecta del procedimiento y sufrió efectos secundarios permanentes.
Erskine somete a Rogers al tratamiento, le inyecta un suero especial y lo rocía con "rayos vita". Después de que Rogers emerge más alto y musculoso, un asesino secreto mata a Erskine y huye. Rogers persigue y captura al asesino, quien se suicida con una cápsula de cianuro. Con Erskine muerto y la fórmula perdida, el senador estadounidense Brandt hace que Rogers recorra la nación con un colorido disfraz como "Capitán América" para promover la venta de bonos de guerra. En 1943, mientras estaba de gira en Italia, Rogers se entera de que la unidad 107 de Barnes entró en batalla contra las fuerzas de Schmidt, quedando desaparecida en acción. Al negarse a creer que Barnes está muerto, Rogers hace que Carter y el ingeniero Howard Stark lo lleven detrás de las líneas enemigas para montar un intento de rescate en solitario. Rogers se infiltra en la fortaleza de la división nazi de Schmidt, Hydra, liberando a Barnes y a otros 400 prisioneros. Allí, Rogers se enfrenta a Schmidt, quien se revela como el "Cráneo Rojo" pero este escapa. Después de esto, Rogers es ascendido formalmente al rango de Capitán.
Rogers recluta a Barnes y varios otros soldados de elite que quedaron prisioneros para formar un equipo; el Comando Aulladores con el fin atacar otras bases conocidas de Hydra. Stark equipa a Rogers con equipo avanzado, sobre todo con un escudo circular hecho de vibranium, un raro y escaso metal casi indestructible. Durante 2 años, estos cambian el curso de la guerra a favor de los Aliados; finalmente, el equipo captura al científico principal de Hydra, el Dr. Arnim Zola en un tren, pero Barnes cae del tren y muere presuntamente en batalla. Usando información extraída de Zola, Rogers lidera un ataque contra la fortaleza final de Hydra para evitar que Schmidt use armas de destrucción masiva en contra de las principales ciudades estadounidenses, con la ayuda de la SSR, incluida Carter, quien revela sus sentimientos románticos mutuos hacia Rogers y los dos comparten un beso antes de que Schmidt escape en un avión que lleva las armas y Rogers lo persiga. Rogers sube a bordo del avión, pero durante la lucha contra el, el contenedor del teseracto es dañado, lo que hace que Schmidt lo maneje físicamente, haciendo que se disuelva en una luz brillante. Este se quema y atraviesa al avión perdiéndose en el océano; al no ver la forma de aterrizar el avión sin el riesgo de detonar sus armas, Rogers lo estrella en el Ártico. Más tarde, Stark recupera el teseracto del fondo del océano, sin poder localizar a Rogers ni al avión, suponiendo que está muerto.

### Ajustándose a la era moderna y la Batalla de Nueva York
En 2011, Rogers despierta en una habitación de hospital con estilo de los años cuarenta; deduciendo por una emisión de radio anacrónica que algo anda mal, huye y se encuentra en Times Square, donde el director de S.H.I.E.L.D. Nick Fury le informa que ha estado "dormido" durante casi 70 años. En una escena posterior a los créditos, Fury se acerca a Rogers y le propone una misión con ramificaciones mundiales.
Cuando el asgardiano Loki llega y comienza a amenazar la Tierra, robando el Teseracto de las instalaciones de SHIELD, Fury activa la Iniciativa Vengadores y se acerca a Rogers con la tarea de recuperar el Teseracto; en el medio conoce al agente Coulson, a Natasha Romanoff y Bruce Banner. En Stuttgart, Rogers y Loki luchan brevemente hasta que Tony Stark aparece con su armadura de Iron Man, lo que resulta en la rendición de Loki. Mientras Loki es escoltado a S.H.I.E.L.D., Thor llega y lo libera, con la esperanza de convencerlo de que abandone su plan y regrese a Asgard. Después de una confrontación con Stark y Rogers, Thor acepta llevar a Loki al portaaviones volador de S.H.I.E.L.D., el Helicarrier.
Los Vengadores se dividen, tanto sobre cómo acercarse a Loki como sobre la revelación de que S.H.I.E.L.D. planea aprovechar el Teseracto para desarrollar armas. Los agentes poseídos por Loki, entre ellos Clint Barton, atacan el Helicarrier, desactivando uno de sus motores en vuelo, que Stark y Rogers deben trabajar para reiniciar. Loki escapa, y Stark y Rogers se dan cuenta de que para Loki, simplemente derrotarlos no será suficiente; necesita dominarlos públicamente para validarse como gobernante de la Tierra. Loki usa el teseracto para abrir un agujero de gusano en la ciudad de Nueva York sobre la Torre Stark para permitir que la flota Chitauri apostada en el espacio invada. Rogers lidera a los demás en la defensa de la ciudad, derrotando y capturando a Loki. Después de la batalla, Rogers coordina la búsqueda y rescate de civiles heridos. Thor devuelve a Loki a Asgard para enfrentar la justicia por su invasión y los Vengadores toman caminos separados. Rogers, con un nuevo propósito en el mundo moderno, se marcha en su motocicleta.
Algún tiempo después, Rogers, con su uniforme de Capitán América, graba una serie de anuncios de servicio público para estudiantes de secundaria, alentándolos a hacer cosas como mantener un estilo de vida saludable, obedecer las reglas y practicar la paciencia.

### Luchando contra el Soldado del invierno
Dos años después, Rogers trabaja para S.H.I.E.L.D. en Washington D. C., bajo la dirección de Nick Fury, mientras se adapta a la sociedad contemporánea. Rogers y la agente Natasha Romanoff son enviados con el equipo antiterrorista de S.H.I.E.L.D., S.T.R.I.K.E, dirigido por el Agente Brock Rumlow, para liberar rehenes a bordo de un buque de lanzamiento de satélites de la organización; el Lemurian Star que ha sido secuestrado por terroristas liderados por Georges Batroc. A mitad de la misión, Rogers descubre que Romanoff tiene otro encargo: extraer datos de las computadoras de la nave para Fury. Rogers regresa al Triskelion, la sede de S.H.I.E.L.D., para enfrentar a Fury y se le informa sobre Project Insight: tres Helicarriers vinculados a satélites espías, diseñados para eliminar preventivamente las amenazas contra Estados Unidos. Rogers, citando sus problemas morales con dicho programa, expresa su preocupación de que el proyecto probablemente resulte en la muerte de personas inocentes. Visita a una anciana Carter que lamenta que Rogers nunca haya podido vivir la vida que se merece. Incapaz de descifrar los datos recuperados por Romanoff, Fury comienza a sospechar de Insight y le pide al director de S.H.I.E.L.D. Alexander Pierce retrasar el proyecto.
Fury, emboscado por asaltantes liderados por el Soldado del Invierno, escapa y le advierte a Rogers que S.H.I.E.L.D. está comprometido. Fury es asesinado a tiros por el Soldado de Invierno, pero le entrega a Rogers una memoria USB que contiene datos del barco. Pierce convoca a Rogers al Triskelion, sin embargo, cuando Rogers retiene la información de Fury, Pierce lo tilda de fugitivo. Cazado por S.T.R.I.K.E., Rogers se encuentra con Romanoff. Usando los datos, descubren un bunker secreto S.H.I.E.L.D. en Nueva Jersey, donde activan una supercomputadora que contiene la conciencia preservada de Arnim Zola; este revela que desde la fundación de S.H.I.E.L.D. después de la Segunda Guerra Mundial, Hydra ha operado en secreto dentro de sus filas, creando una crisis mundial que eventualmente hará que la humanidad sacrifique la libertad por la seguridad. El misil destruye el búnker, y ambos se dan cuenta de que Pierce es el líder de Hydra dentro de S.H.I.E.L.D.
Rogers y Romanoff solicitan la ayuda del exparacaidista de la USAF Sam Wilson, de quien Rogers se hizo amigo. Deduciendo que el agente Jasper Sitwell es un topo de Hydra, lo obligan a divulgar el plan de Hydra para usar armas guiadas por satélite para eliminar a las personas identificadas por un algoritmo como una amenaza para Hydra. Son emboscados por el Soldado del Invierno, a quien Rogers reconoce como Bucky Barnes, su amigo que creía muerto, pero en realidad fue capturado y experimentado por Hydra tras la guerra. La agente Maria Hill logra encontrar y guía al trío a un refugio donde Fury, que había fingido su muerte, los está esperando con planes de sabotear a los Helicarriers reemplazando sus chips controladores. Después de que los miembros del Consejo de Seguridad Mundial llegan para el lanzamiento de los Helicarriers, Rogers expone el complot de Hydra. Rogers y Wilson asaltan dos Helicarriers y reemplazan los chips del controlador, pero el Soldado del invierno destruye el traje de Wilson y lucha contra Rogers en el tercero. Rogers lo rechaza y reemplaza el chip final, lo que permite que Hill haga que las naves se destruyan entre sí. Rogers se niega a luchar contra el Soldado en un intento de llegar a su amigo, pero cuando el barco choca con el Triskelion, Rogers es arrojado al río Potomac. El Soldado del Invierno rescata a los Rogers inconscientes antes de desaparecer en el bosque. SHIELD se disuelve oficialmente y después de que Rogers se recupera de sus heridas él y Wilson deciden asociarse para encontrar a Bucky.

### Sokovia y Ultron
En 2015, en Sokovia, en el este de Europa, los Vengadores atacan una instalación de Hydra para recuperar el cetro de Loki; son atacados por los gemelos Wanda y Pietro Maximoff, dos voluntarios experimentales con superpoderes. Los Vengadores logran obtener el cetro y Rogers captura al líder de Hydra, Baron Strucker. Al regresar a la Torre de los Vengadores, Stark y Banner usan el cetro para completar el programa de defensa global "Ultron". Posteriormente, los Vengadores organizan una fiesta de celebración y Ultrón se revela y ataca al equipo, antes de escapar. En Johannesburgo, los Vengadores se encuentran y luchan contra Ultrón, Wanda y Pietro. Rogers es sometido por Wanda después de que ella le produce visiones alucinantes de la Segunda Guerra Mundial y Peggy Carter. Después de que Maximoff también hace que Hulk devaste la ciudad antes de ser sometido por Stark, Rogers y los otros Vengadores derrotados se refugian en la residencia secreta de Barton para poder recuperarse. Mientras están allí, Fury los alienta a reunirse y detener a Ultron.
En Seúl , Rogers, Romanoff y Barton buscan evitar que Ultron cargue su red en un cuerpo de vibranio sintético alimentado por la Gema de la mente (ubicada en el cetro). Rogers lucha contra Ultrón en un intento de evitar que complete la carga. Es asistido por los gemelos Maximoff que se ponen del lado de los Vengadores después de enterarse de los planes de Ultrón para exterminar a la humanidad. Recuperan el cuerpo sintético, pero capturan a Romanoff. En la Torre de los Vengadores, el equipo tienen una disputa por el cuerpo sintético que se activa y se convierte en Visión. Rogers y los Vengadores luego regresan a Sokovia, donde se involucran en una batalla contra Ultron y pueden derrotarlo, pero a costa de la vida de Pietro y la destrucción total de la ciudad. En el nuevo complejo del equipo ubicado al norte del Estado de New York, Rogers y Romanoff comienzan a entrenar a los nuevos miembros del equipo: Wanda, James Rhodes, Vision y Wilson.

### Civil War
En 2016, los Vengadores impiden que Brock Rumlow robe un arma biológica de un laboratorio en Lagos, Nigeria. Rumlow intenta matar a Rogers con una bomba suicida, pero Maximoff lo salva; sin embargo la explosión daña un edificio cercano y mata a varios trabajadores humanitarios de Wakanda. El Secretario de Estado de Estados Unidos, Thaddeus Ross, informa a los Vengadores que las Naciones Unidas (ONU) se están preparando para aprobar los Acuerdos de Sokovia, que establecerán un panel de la ONU para supervisar y controlar el equipo. Los Vengadores están divididos: Stark apoya la supervisión debido a su papel en la creación de Ultron y la devastación de Sokovia, mientras que Rogers tiene más fe en su propio juicio que el de un gobierno, debido a lo que vivió con la caída de S.H.I.E.L.D. Helmut Zemo, que busca destruir a los Vengadores como venganza por la muerte de su familia en Sokovia, rastrea y mata al antiguo manejador de Hydra de Barnes, robando un libro que contiene las palabras que activan el lavado de cerebro de Barnes. Barnes es enmarcado por el asesinato del rey T'Chaka de Wakanda en un atentado en Viena, y su hijo T'Challa promete venganza. Rogers y Wilson rastrean a Barnes hasta Bucarest e intentan protegerlo de T'Challa y las autoridades, pero son detenidos.
Haciéndose pasar por un psiquiatra enviado para entrevistar a Barnes, Zemo activa el lavado de cerebro de Bucky. Rogers detiene a este último y se lo lleva a escondidas. Cuando Barnes recupera el juicio, explica que Zemo es el verdadero responsable del bombardeo de Viena y que quería la ubicación de la base de Hydra en Siberia, donde otros "Soldados del Invierno" se mantienen en estasis criogénica. Rogers y Wilson, ya siendo fugitivos, reclutan a Maximoff, Clint Barton y Scott Lang para su causa. Stark reúne un equipo para capturar a los renegados, y luchan en el aeropuerto de Leipzig / Halle, hasta que Romanoff permite que Rogers y Barnes escapen. El resto del equipo de Rogers es capturado.
Stark, al enterarse de que Barnes fue falsamente acusado por Zemo, convence a Wilson de darle el destino de Rogers, y se dirige a las instalaciones de Hydra en Siberia. Él logra una tregua con Rogers y Barnes, pero Zemo le muestra imágenes que revelan que un automóvil que Barnes había interceptado en 1991 contenía a los padres de Stark, a quienes Barnes posteriormente mató. Enfurecido porque Rogers le ocultó esto, Stark se vuelve contra ellos. Después de una intensa pelea, Rogers deshabilita la armadura de Stark y se va con Barnes, dejando atrás su escudo. Rogers saca a sus aliados de la balsa y se dirige a Wakanda con Barnes, donde este último decide regresar al sueño criogénico hasta que encuentre una cura para su lavado de cerebro.

### Avengers: Infinity War
Cuando los secuaces del Titán loco Thanos, emboscan a Wanda Maximoff y Visión en Escocia, Rogers, Romanoff y Wilson los rescatan y los llevan a Rhodes en la sede de los Vengadores. Rogers sugiere que viajen a Wakanda para quitar la gema de la mente de la frente de Visión para evitar que Thanos la recupere mientras mantiene intacta la personalidad de Visión. El ejército de Outriders de Thanos invade Wakanda, y Rogers y los Vengadores montan una defensa junto al Rey T' Challa y el ejército de los wakandianos. Thanos derrota a los Vengadores, incluido Rogers, y recupera la gema de la mente. Thanos activa a las gemas y Steve observa cómo las personas comienzan a desintegrarse, incluidos Barnes y Wilson.
Al evaluar las bajas mundiales y descubrir que Thanos ha destruido la mitad de todos los seres vivos, los Vengadores y sus nuevos aliados Nebula, Rocket y Capitana Marvel detectan un estallido de energía similar en un planeta distante. Steve lidera al equipo en un asalto contra Thanos y descubren que Thanos, satisfecho de que su trabajo está hecho, ha destruido a las gemas. Enfadado, Thor decapita a Thanos y el equipo regresa a la Tierra.

### Vengando a los caídos
Cinco años más tarde, Rogers divide su tiempo entre liderar un grupo de apoyo para sobrevivientes en duelo y ayudar a los héroes sobrevivientes a mantener la paz en todo el mundo. Scott Lang, quien se presume muerto, regresa y explica que ha quedado atrapado en el reino cuántico. Se desarrolla un plan para usar el reino cuántico para viajar en el tiempo y usar las gemas del pasado, de modo que puedan usarse para restaurar a las personas que Thanos mató. Rogers, Romanoff y Lang visitan a Stark, pero él se niega a ayudar. Se encuentran con Banner en un restaurante donde les dice que está de acuerdo con el plan, sin embargo, sus intentos iniciales de viajar en el tiempo no tienen éxito. Stark regresa al Complejo, revelando que ha desbloqueado la clave para un viaje en el tiempo exitoso, y él y Rogers concluyen su enemistad de casi una década, restableciendo su confianza mutua con Stark devolviéndole el escudo a Rogers. 
Rogers se une con Stark, Banner y Lang y viajan a la Batalla de Nueva York en 2012 para recuperar las tres gemas presentes allí. Logran obtener la gema del tiempo y el cetro de Loki que contiene la gema de la mente, con Rogers teniendo que luchar contra su yo pasado para lograr esto. Sin embargo, Loki escapa con el teseracto que alberga la gema del espacio, lo que requiere un viaje más atrás en el tiempo hasta 1970 para que Stark pueda recuperarlo de la base de S.H.I.E.L.D. en Nueva Jersey, mientras que Rogers encuentra partículas Pym en la misma base para su viaje de regreso a 2023. Mientras se esconde en una oficina en la base de S.H.I.E.L.D, Rogers ve a Peggy Carter a través de una ventana donde puede ver que tiene una foto suya descubriendo que nunca lo dejó de amar. Todos los equipos regresan al presente, salvo Romanoff, y Hulk usa las seis gemas para restaurar a los perdidos. Sin embargo, inmediatamente después de eso, una versión 2014 de Thanos, que ha descubierto su plan, emerge del túnel cuántico y ataca a la sede de los Vengadores.
Durante la batalla final, Rogers demuestra ser digno de empuñar el Mjolnir contra Thanos. Después de que Thanos toma la delantera, Rogers magullado y malherido con su escudo hecho añicos, se levanta para enfrentar al Titán y su ejército solo. Sin embargo, los héroes restaurados llegan a tiempo para ayudar a Rogers y este, los guía durante su posición final contra Thanos y su ejército. Stark usa las gemas del infinito para desintegrar a Thanos y su ejército, pero la intensa energía de las gemas lo mata en el proceso. Después de asistir al funeral de Stark, Rogers toma la tarea de devolver las gemas y el martillo de Thor a sus debidos tiempos donde fueron tomados. En lugar de regresar al presente, elige quedarse en el pasado con Peggy Carter y vivir la vida que siempre quiso. En el presente, el mismo Rogers ya anciano le entrega su escudo a Sam designándolo como el nuevo Capitán América. 

### Legado
Seis meses después del Blip, Wilson lucha con la idea de tomar el título de Rogers como Capitán América y, en cambio, le da el escudo al gobierno de los EE. UU. para que pueda exhibirse en una exhibición del museo Smithsoniano dedicada a Rogers. Joaquín Torres le menciona a Wilson que las discusiones sobre el paradero de Rogers se han convertido en una teoría de conspiración en Internet, y una de las más populares habla de que está escondido en una base lunar secreta. El gobierno nombra a John Walker como el nuevo Capitán América y le entrega el escudo.
Barnes confronta a Wilson, quien revela que no se sentía cómodo siendo el sucesor de Rogers. Walker expresa su deseo de ocupar el lugar de Rogers, pero entra en conflicto con Wilson y Barnes, quienes se niegan a trabajar con él y el Consejo de Repatriación Global (GRC) para rastrear a los Flag Smashers, un grupo de súper soldados terroristas. Barnes le presenta a Wilson a Isaiah Bradley, un sucesor afroamericano de Rogers con quien entró en conflicto durante la Guerra de Corea. Bradley se mantuvo en secreto (incluso de Rogers), encarcelado durante treinta años y experimentado por el gobierno e Hydra. Wilson y Barnes se enteran de que la sangre de Bradley se usó para crear una nueva variación del Suero del Súper Soldado para el Power Broker, pero fue robado y utilizado por Flag Smashers. Helmut Zemo destruye todos los sueros, menos uno de los viales restantes del suero, que Walker recupera en secreto, en cual lo usa y adquiere habilidades de súper soldado. Walker asesina a un Flag Smasher con el escudo mientras una multitud horrorizada lo observa y lo graba. Wilson y Barnes le quitan a la fuerza el escudo a Walker, a quien el gobierno le quita el título de Capitán América. Wilson finalmente toma el relevo como pretendía Rogers. Wilson, con la ayuda de Barnes, Walker y Sharon Carter, derrota a los Flag Smashers y Wilson convence al GRC de poner fin a sus prácticas de reasentamiento forzoso. Más tarde, Wilson logra que le hagan un monumento dedicado a Isaiah Bradley y agregándolo a la exhibición del museo sobre Capitán América.
Cuando los Eternos se vuelven a reunir, reflexionan sobre quién liderará a los Vengadores ahora que Rogers y Tony Stark se han ido. Ikaris verbaliza la creencia de que podría liderar el equipo, pero Gilgamesh rechaza la idea.
En 2024, la Estatua de la Libertad se modifica para reemplazar la antorcha con el escudo del Capitán América en honor a Rogers.  Sin embargo, esta adición es dañada por Norman Osborn durante una batalla que involucra a Peter Parker y dos versiones de él de realidades alternativas (llamadas "Peter-Two" y "Peter-Three"). Además, se crea una producción teatral de Broadway titulada Rogers: The Musical como homenaje a Rogers. Mientras Clint Barton está en la ciudad de Nueva York, asiste al musical con su familia y está disgustado con la descripción optimista del musical sobre la Batalla de Nueva York. Más tarde visita una placa conmemorativa que conmemora la primera reunión de los Vengadores y, como líder, el nombre de Rogers está en la parte superior del monumento.

## Versiones alternativas
Varias versiones alternativas de Steve Rogers aparecen en la serie animada What If ...?, donde Josh Keaton le da voz.

#### Hydra Stomper
En un 1943 alternativo, Rogers recibe un disparo de un agente de Hydra antes de que pueda recibir el Suero del Súper Soldado. En cambio, Peggy Carter recibe el suero, transformándose en la Capitana Carter. Después de que Carter recupera el Teseracto de Hydra, Howard Stark lo usa para construir una gran armadura mecanizada para Rogers. Posteriormente recibe el nombre en código de Hydra Stomper. Él y Carter se unen y Rogers la anima a demostrar que sus críticos están equivocados. Rogers se une a los Comandos Aulladores de Carter en una misión para asesinar a Red Skull. Rogers es sorprendido con la guardia baja en un tren cargado de explosivos, estos detonan, provocando una avalancha después de la cual se presume que Rogers está muerto. En una misión final para detener a Hydra en su centro de investigación, los comandos encuentran a Rogers capturado y el traje Hydra Stomper. Stark usa un generador para recargar el traje, y Rogers se reincorpora a la pelea. Red Skull abre un portal a otra dimensión usando el Teseracto, y una criatura parecida a un pulpo viaja a través de él, matándolo. Carter y Rogers luchan juntos contra la criatura, pero Carter elige empujar al monstruo a través del portal ella misma mientras Rogers la ve desaparecer.
En 2014, Carter y Romanoff encuentran la armadura Hydra Stomper de Rogers a bordo del Lemurian Star, y Romanoff revela que había alguien dentro. Este resulta ser un Rogers un poco mayor que fue capturado en 1953 por la Habitación Roja mientras destruía a Hydra y le lavan el cerebro para ser uno de sus asesinos, convirtiéndose en el asesino y terrorista más mortífero del mundo. Rogers ataca a las dos mujeres y luego intenta asesinar a Bucky Barnes, quien ahora es el Secretario de Estado, pero Carter y Romanoff lo capturan. Los dos llevan a Steve a un escondite secreto en Escocia donde descubren que la biotecnología en el traje ha impedido el envejecimiento de Rogers, pero también es lo único que lo mantiene con vida. Al despertar aparentemente libre del lavado de cerebro, Rogers los lleva a un sitio de pruebas abandonado en Sokovia utilizado por la Habitación Roja, recordando con Carter lo diferente que es el futuro y admitiendo que no había querido establecerse con una vida normal y una familia. a menos que fuera con Carter. Sin embargo, su reunión es interrumpida por un ataque de la Sala Roja. Reactivando el lavado de cerebro de Rogers, la líder de la Habitación Melina Vostokoff revela que su misión siempre fue capturar a Carter para ellos. Durante la batalla que sigue, Carter logra romper el lavado de cerebro y Rogers aparentemente se sacrifica para destruir la Habitación Roja. Convencido de que todavía está vivo en algún lugar y puede ser salvado, Carter está decidido a encontrar a Rogers nuevamente, pero ella es absorbida por otro universo antes de que pueda comenzar.

#### Muerte de los Vengadores
En un 2011 alternativo, la mayoría de los candidatos originales para la Iniciativa Vengadores de Nick Fury son asesinados por Hank Pym. Rogers es el único que sobrevivió, debido a que todavía estaba congelado en el hielo. Tras la derrota de Pym y la subyugación de la Tierra por parte de Loki, Fury decide seguir adelante con la formación de los Vengadores y se prepara para liberar a Rogers del hielo. Algún tiempo después, Rogers se une a Fury, Carol Danvers y SHIELD para luchar contra Loki y su ejército asgardiano . El Vigilante trae a una Romanoff de otro universo, que somete a Loki usando su Cetro.

#### Zombie Cap'
En un 2018 alternativo, Rogers lleva a los Vengadores a San Francisco para responder al brote de virus cuántico. Sin embargo, al llegar, es infectado por Hank Pym y es uno de los primeros héroes en convertirse en zombi. Cuando los supervivientes restantes intentan escapar de Nueva York en tren, un Rogers zombificado infecta a Sharon Carter y lucha contra Bucky Barnes. Rogers finalmente es asesinado por Barnes, quien usa el escudo de Rogers para cortarlo por la mitad.

#### La conquista de Ultron
En un 2015 alternativo, Ultron carga con éxito su conciencia en el cuerpo de Vision, volviéndose lo suficientemente poderoso como para matar a Rogers y a la mayoría de los Vengadores, y erradicar toda la vida en la Tierra y, posteriormente, el universo.
Además, durante la pelea entre El vigilante y Ultron entre múltiples universos alternos, en uno de ellos Rogers es visto como Presidente de los Estados Unidos.

#### Salvando la navidad
En un 2014 alternativo, Rogers se disfraza de elfo navideño en un centro comercial mientras Stark se disfraza de Papá Noel. Rogers atrae la atención de varias mujeres antes de que él y Stark se vayan para reagruparse con Romanoff, Barton y Banner. Ellos llegan a la Torre de los Vengadores y atacan al Freak, antes de que Darcy Lewis les diga que él era Hogan. Ellos ven que Justin Hammer en realidad había atacado la Torre. Después de que Hammer es detenido por Freak, quien lo salvó de caer de la Torre de los Vengadores, ellos tienen su fiesta anual de Navidad.

#### 1602
En un 2018 alternativo, Rogers lucha contra Thanos en la batalla de Wakanda. Durante su pelea, Rogers golpea la Gema del Tiempo en el Guantelete del Infinito con su escudo, provocando una anomalía temporal y lo envía a 1602 y comprime 1602 y 2018 juntos, amenazando con destruir el universo. Luego, Rogers se hace conocido como "Rogers Hood" (un homenaje a Robin Hood), el líder de un grupo de ladrones (similar a los Merry Men), incluidos Barnes y Lang. Un día, detienen un carruaje que transporta a Loki e intentan robar su comida, pero son acercados por la Capitana Carter. Rogers está incrédulo porque su Carter conocida como Maid Margaret (similar a Lady Marian) murió, pero expresa entusiasmo por conocerla. Todos van a un pub, donde él le pregunta sobre los Rogers de su universo. Los Royal Yellowjackets atacan la orden de Sir Harold "Happy" Hogan de arrestar a Carter y Rogers ayuda a luchar contra ellos antes de irse. Él, Barnes y Lang luego se reagrupan con Carter, Stark y Banner y hacen un plan para tomar el Cetro de Thor. En la sala del tribunal, Rogers ayuda a Barnes a luchar contra Red Skull, antes de que Hogan, como Freak, se pelee con Rogers. Después de que Carter coloca la Gema del Tiempo del Cetro en el dispositivo de Stark, Rogers es identificado como la persona desplazada en el tiempo que inició la incursión y Carter lo envía de regreso a su tiempo a través de la Gema del Tiempo, restaurando todo a la normalidad.

#### Guerra Gamma
En un universo alternativo, Rogers, junto con Barton, Romanoff, Stark y Thor mueren mientras luchan en la primera Guerra Gamma contra Apex Hulk y las criaturas gamma.

## Apariciones en películas
Chris Evans interpreta a Steve Rogers en las películas del Universo Cinematográfico de Marvel: Capitán América: el primer vengador (2011), The Avengers (2012), Captain America: The Winter Soldier (2014), Avengers: Age of Ultron (2015), Capitán América: Civil War (2016), Spider-Man: Homecoming (2017), Avengers: Infinity War (2018) y Avengers: Endgame (2019). Además, Evans hace cameos sin acreditar en Ant-Man (2015), y Capitana Marvel (2019). Evans confirmó que tenía la intención de retirarse del papel después de la cuarta película de Los Vengadores, lo que llevó a la especulación de que el personaje moriría en el transcurso de la película final, en el final de Endgame, Rogers usa una máquina del tiempo para regresar y vive una vida plena con Peggy Carter, y su yo anciano aparece más tarde en el presente para pasar su escudo a Sam Wilson. El actor de teatro Leander Deeny fue el doble de cuerpo en algunas tomas de la primera película del físico previo a la transformación de Steve Rogers, mientras que Patrick Gorman fue el doble de cuerpo del anciano Steve Rogers.